# Johannes Theodor Suhr
Johannes Theodor Suhr OSB (* 24. Januar 1896 in Nyborg, Dänemark; † 10. März 1997 in Aabenraa) war Ordensgeistlicher und von 1938 bis 1964 römisch-katholischer Bischof von Kopenhagen.

## Leben
Johannes Theodor Suhr war der Sohn des Gutsbesitzers Carl Emil Suhr und seiner Ehefrau Laura Marie Miller. Er studierte Landwirtschaft und arbeitete nach dem Ersten Weltkrieg einige Jahre als Landwirt in Argentinien. 1926 konvertierte er zur katholischen Kirche. Am 10. Februar 1928 trat er in die Benediktinerabtei Clerf (Luxemburg) ein. Am 1. April 1933 empfing er die Priesterweihe. 1935 wurde er zum Prior der Benediktinerabtei San Girolamo in Urbe in Rom ernannt.
Am 13. Dezember 1938 wurde er von Papst Pius XI. zum Apostolischen Vikar von Dänemark bestellt und zum Titularbischof von Balecium ernannt. Die Bischofsweihe spendete ihm Pietro Kardinal Fumasoni Biondi, Präfekt des Werkes der Glaubensverbreitung, am 15. Januar 1939; Mitkonsekratoren waren der Sekretär der Propaganda Fide, Erzbischof Celso Costantini, und der Erzabt von Montecassino, Gregorio Diamare OSB.
Mit der Erhebung zum Bistum Kopenhagen am 29. April 1953 wurde er durch Papst Pius XII. zum Bischof von Kopenhagen ernannt.
1960 wurde er zum Mitglied der Vorbereitungskommission des Zweiten Vatikanischen Konzils berufen. Im gleichen Jahr wurde die Dänische Bischofskonferenz gegründet, zu deren ersten Vorsitzenden Suhr gewählt wurde. Er nahm an allen vier Sitzungsperioden des Zweiten Vatikanischen Konzils als Konzilsvater teil.
Am 6. Oktober 1964 nahm Papst Paul VI. seinen gesundheitsbedingten Rücktritt an und ernannte ihn zum Titularbischof von Apisa Maius. Aufgrund der geänderten Vergaberichtlinien verzichtete er am 16. Juni 1976 auf den Titularsitz.